# پسر ملوان
پسر ملوان (به انگلیسی: Cabin Boy) فیلمی کمدی و فانتزی به کارگردانی آدام رزنیک است که در سال ۱۹۹۴ ساخته شده‌است. تیم برتون و کریس الیوت تهیه‌کنندگان فیلم هستند و کریس الیوت و آدام رزنیک در نوشتن فیلمنامه با هم همکاری کردند. در ابتدا قرار بود تیم برتون کارگردان این فیلم باشد اما وقتی فیلم اد وود به او پیشنهاد شد کارگردانی این فیلم را به رزنیک واگذار کرد. کریس الیوت، اندی ریچر، برایان جیمز، ملورا والترز، دیوید لترمن و آلفرد مولینا بازیگران فیلم هستند. این فیلم با بودجهٔ ۱۰ میلیون دلاری، حدود ۳ میلیون فروش کرد.

## خلاصه داستان
یک فرد بد دهن و فحاش اشتباهی سوار یک قایق ماهی‌گیری می‌شود و در نهایت با خشم خدمه قایق روبرو می‌شود…